# Alan Wakeman
Alan Wakeman (* 13. října 1947 Londýn, Anglie) je britský saxofonista.
Ve svých čtrnácti letech se začal učit na klarinet; o dva roky později pak na saxofon. V roce 1968 se stal členem kvartetu Paula Lyttona a o dva roky později si sestavil vlastní trio. Rovněž spolupracoval s dalšími hudebníky, jako jsou Graham Collier, Johnny Dankworth, David Essex nebo Mike Westbrook. V roce 1972 stál u zrodu skupiny Gilgamesh, ale ze skupiny odešel ještě před nahrání jejich prvního alba. V roce 1976 byl krátce členem skupiny Soft Machine a podílel se na albu Softs.
Jeho bratrancem je klávesista Rick Wakeman, člen skupin Yes a Strawbs.